# Acer coriaceum
Acer coriaceum é uma espécie de árvore do gênero Acer, pertencente à família Aceraceae.